# 1987 (What The Fuck Is Going’ On?)
Az 1987 (What The Fuck Is Going' On?) a The KLF (akkori nevén Justified Ancients of Mu Mu, röviden The JAMs) debütáló albuma. Arról vált híressé, hogy számaiban a rap-betéteket engedély nélkül felhasznált sample-ökkel keverték össze, melyek jellemzően egy-egy sikeres slágerből származnak - ráadásul ezeket rejtett politikai töltetű szövegekkel színesítették. Miután az ABBA panaszt tett ellenük, a brit MCPA (szerzői jogi érdekvédő szervezet) utasította őket, hogy az összes, még forgalomba nem került példányt semmisítsék meg. Utóbb, tiltakozásként, megjelentették a jogvédett tartalomtól megfosztott változatát is az albumnak (ez volt a The JAMs 45 Edits), mely azonban már egyetlen bakelitlemezen is bőven elfért. Az elpusztítást alig egy pár lemez élte túl világszerte, ma igazi ritkaságnak számítanak.

## Története
1987 januárjában Bill Drummond elhatározta, hogy egy hiphop lemezt fog kiadni, "The JAMs (Justified Ancients of Mu Mu)" álnév alatt. Bár ekkor még meglehetősen keveset értett a modern zenei technológiákhoz, maga mellé vette a Brilliant együttes korábbi tagját, Jimmy Cautyt. Az első szerzeményük, melyet egy Roland TR-808-as segítségével ollóztak össze, az "All You Need Is Love" volt, mely 1987 márciusában meg is jelent egyoldalas white label bakeliten. Cauty felvette a "Rockman Rock", Drummond pedig a "King Boy D" álnevet.
A szám jól teljesített, a Sounds magazin a hét kislemezének választotta a megjelenésekor. Ennek ellenére széles körben mégsem terjedhetett el, hiszen a felhasznált hangminták jelentős része jogsértő módon került felhasználásra. Így az újrakiadás előtt átszerkesztésre került, és "All You Need Is Love (106 BPM)" névre keresztelték át. A kislemez bevételeiből finanszírozták az első nagylemezük kiadását, mert nem sikerült rá kiadót találniuk.
A lemez mindössze egy Apple II számítógép, egy Greengate DS3, és egy Roland TR-808-as segítségével készült el. A szerzői jogokkal mit sem törődve gyakorlatilag az összes számuk plágium lett, miután minden egyes másodpercüket más számokból ollózták össze. Ehhez jött hozzá Drummond ezotériával és politikával fűszerezett rapszövege. Maga a lemez hangzása közel sem tökéletes, amivel messze van a későbbi KLF-lemezek kidolgozottságától - ennek oka a gyors munkatempó és a tapasztalatlanság lehetett. Ezt azonban a lemez tartalma képes volt ellensúlyozni, így bár a kritika előtt gyengén teljesített az album, hamar kultusza alakult ki.

## Számok listája
1. Hey Hey, We're Not The Monkees
2. Mind The Gap (hangeffekt a londoni metróból)
3. Don't Take Five (Take What You Want)
4. Rockman Rock Parts 2 and 3
5. Why did you throw away your giro?
6. Me Ru Con
7. The Queen And I
8. Top Of The Pops (sample-gyűjtemény)
9. All You Need Is Love
10. Next

A jogi probléma felmerülése után megjelent az 1987 (The JAMs 45 Edits), melyen nemes egyszerűséggel néma csenddel helyettesítették a sérelmezett részeket. Bosszantásképpen az album borítójának belsejében elhelyeztek egy gúnyos leírást arról, hogyan tudják az otthon a lemezt hallgatók reprodukálni a kitörölt részeket. A KLF meghirdette, hogy a lemez eredeti (immár illegális) példányait hozzájuk visszajuttatók megkapják az új (immár legálissá tett) verziót. Akinek a mai napig a birtokában van egy eredeti lemez, annak az eszmei értéke körülbelül hatszor nagyobb, mint a második kiadásé.

## Fordítás
- Ez a szócikk részben vagy egészben  a(z)   1987 (What the Fuck Is Going On?) című angol Wikipédia-szócikk ezen változatának fordításán alapul.  Az eredeti cikk szerkesztőit annak laptörténete sorolja fel. Ez a jelzés csupán a megfogalmazás eredetét és a szerzői jogokat jelzi, nem szolgál a cikkben szereplő információk forrásmegjelöléseként.